# Greggs
Greggs plc es la cadena de panaderías más grande del Reino Unido, con más de 2.000 establecimientos en todo el país y más de 22.000 empleados. Se especializa en productos de bollería salada como una especie de empanadillas llamadas pasties, bollos de salchicha (sausage rolls) y sándwiches, y dulces como dónuts y hojaldres. Tiene su sede en Newcastle upon Tyne y cotiza en la Bolsa de Londres dentro del FTSE 250.
Greggs nació en 1939 de la mano de John Gregg, y en su momento era un negocio familiar dedicado al reparto en bicicleta de pan, huevos y levadura a familias mineras de Newcastle upon Tyne. La primera tienda Greggs abrió en 1951 en Gosforth, un suburbio de Newcastle. Surgió como una cadena regional del noreste de Inglaterra, pero a partir de la década de 1970 comenzó a adquirir otras cadenas regionales y en 1994 se convirtió en la cadena de panaderías líder del país tras adquirir su principal rival, Bakers Oven.